# 池上花英
池上 花英（いけがみ かえ、3月28日 - ）は、日本の漫画家、イラストレーター、タレント。広島県出身。女性。O型。武蔵野美術大学卒。
2021年より実子をモデルにした『きいちゃんはダウン』を連載。絵柄、テイストの違いから星きのこ名義を使用する。
2008年ごろ、ぶんか社でキャバクラの取材をするため、顔出しでタレント的な活動も行っていた。

## 作品リスト

### 連載中作品
- 天使なカラダ（集英社、週刊プレイボーイ、月1連載）
- モンペ☆バスターズ（竹書房）
- 本当にあった笑える話PINKY（ぶんか社）
- 本当にあった愉快な話（竹書房）
- きいちゃんはダウン症（小学館、ワケあり女子白書、めちゃコミック連載）※星きのこ名義[1]

### 漫画・イラスト作品
- JANGLE TEACHER（全2巻、集英社）
- ビタミンLOVE（全2巻、集英社）
- セクシュアル・ハラスメントのない世界へ――理解対策解決（著：牟田和恵、共作画：大谷恭子・樹村みのり、2000年、有斐閣）
- 流生命でわかるカップル浄霊相談（著：下ヨシ子、講談社）
- ダイエットに成功する人は、なぜ仕事もうまくいくのか?（著：はまち。、サンマーク出版） ※挿絵イラストと漫画収録
- 本当にあったキャバクラこぼれ話（2009年12月、芳分社）
- ピュアなカラダと過激なレッスン（2013年、全2巻、eternal）
- JANGLE TEACHER（2018年、全2巻、大洋図書）
- かえと博士のSEX講座～エッチなお悩みレスキュー～（2019年、上下巻、大洋図書）
- 殺したいほど推しを愛して（2020年、小学館）原案：梅水晶[2]

### 短編読切漫画作品
- 特別読切版『天使なカラダ』（集英社、週刊プレイボーイ2010年4月19日16号、2010年4月12日発売）

### 携帯・PCコミック
- ビタミンLOVE
- かえと博士のSEX講座
- 嵐の桃色日記シリーズ「欲情スイッチ」
- 嵐の桃色日記シリーズ「あたしたちの快感桃色日記」 ※No.15 ハダカの事情、収録
- 嵐の桃色日記シリーズ「あたしたちの快感桃色日記 2巻」 ※No.11〜No.20収録
- 極嬢ゲッター（※1話（前編12ページ、後編12ページ全24ページ）、2話（前・中・後編全36ページ））